# Gads Forlag
Gads Forlag er et dansk forlag grundlagt den 31. oktober 1855 af G.E.C. Gad. Forlaget ejes i dag af G.E.C. Gads Fond og udgiver bøger inden for en bred vifte af emner. Et af forlagets mest kendte værker er Kraks Blå Bog, der er det mest citerede danske opslagsværk.
Sønnen Frederik Gad blev medindehaver 1897 og eneindehaver 1920.